# ジゼレ・ゴメスドスサントス
ジゼレ・ゴメスドスサントス(Gisele Gomes dos Santos、2003年8月18日 - ）は、ブラジルの女子ラグビー選手。

## プロフィール
- ブラジル、サンパウロ出身[1]。
- 身長 166cm、体重 64kg
- ポジションはロック(LO)。

## 略歴
2024年、パリ五輪の7人制女子ブラジル代表に選ばれた。